# Schäftlarn
Schäftlarn est une commune de Bavière (Allemagne), située dans l'arrondissement de Munich, dans le district de Haute-Bavière.
Sur son territoire, se trouve l'abbaye de Schäftlarn, abbaye bénédictine fondée dès le VIIIe siècle.
D'août 1920 à janvier 1921, les Hessel, Franz, Helen et leurs deux jeunes enfants Ulrich et Stéphane, ont séjourné dans une location de vacances, la villa Heimat, sise rue An den Leiten, au-dessus de la gare. Rejoint par le marchand d'art Henri-Pierre Roché, le couple devient un ménage à trois qui vit là un épisode à l'origine du roman Jules et Jim. Le trio s'y retrouvera à la fin de l'hiver et au printemps.

## Personnalités liées à la ville
- Ewald Hecker (1879-1954), entrepreneur mort à Schäftlarn.
- Eugen Ott (1890-1966), général mort à Hohenschaftleben.

## Sources
1. ↑  Sylvia Schütz, « Die Austellungen der Monacensia (de) 2014 », in W. Fromm (de) & al., Jahrbuch 2015, p. 17, Allitera (de), Munich, 2015.
2. ↑  H. P. Roché, Jules et Jim, III, IV, V, VI, VII, p. 89-138, Folio, Paris, mars 1979.